# Свети Йоан Кръстител (Ново село)
„Отсичане на главата на Свети Йоан Кръстител“ (на сръбски: Храм Усековања главе св. Јована Крститеља) е възрожденска православна църква в търговищкото Ново село, югоизточната част на Сърбия. Част е от Вранската епархия на Сръбската православна църква.
Църквата е построена в 1866 година в северния край на селото и е гробищен храм. Изградена е от жителите на Ново село, Владовце, Барбаце и другите околни села. В периода 2007 - 2011 година е извършена цялостна реконструкция на храма. Иконостасът му има 29 ценни икони, дело на дебърския зограф Вено Костов.